# Phytodietus femoralis
Phytodietus femoralis là một loài tò vò trong họ Ichneumonidae.